# Jatijejer
Jatijejer is een bestuurslaag in het regentschap Mojokerto van de provincie Oost-Java, Indonesië. Jatijejer telt 1971 inwoners (volkstelling 2010).